# Philosophy and Cosmology
"Філософія і космологія " (назва англійською "Philosophy and Cosmology") - науковий журнал (ISSN 2518-1866 (Online), ISSN 2307-3705 (Print)). Видається як науково-теоретичний збірник «Філософія і Космологія» з 2004 року; як науково-теоретичний щорічник «Філософія і Космологія / Philosophy & Cosmology» - з 2011 року; як науковий журнал «Philosophy and Cosmology» - з випуску 2014, Том 12. Виходить двічі на рік.

## Історія
Науково — філософський журнал "Філософія і космологія " (ISSN 2307-3705) був організований професором О. О. Базалуком 2004 року як друкований орган Міжнародного філософсько — космологічного товариства (МФКТ). Спочатку журнал видавався як спецвипуск українського філософського журналу «Sententiae» (гол. редактор Олег Хома) і висвітлював академічні наукові, філософські та аматорські дослідження з космічної тематики. З 2008 року журнал «Філософія і космологія» став самостійним друкованим виданням . Наразі журнал публікує передові дослідження в області космічної освіти, соціальної філософії, філософії космосу, філософської антропології, філософії пізнання, філософії науки і техніки, філософії релігії, футурології .
У журналі друкувалися роботи провідних фахівців Росії: Е.Вітола, Г.Гладишева, С.Крічевського, І.Ланцева, Т.Лолаєва, В.Левченко, А. Назаретяна, О.Панова, М.Прохорова, А.Урсула, С.Хайтуна, О.Яблокова та ін.; України: Г.Аляєва, О.Базалука, І.Владленової, Д.Свириденка, Г.Железняк, В.Окорокова, Н.Малишевої; Казахстану: С.Колчігіна; Грузії: Л.Джахая; США: О.Хазена. Для рецензування надісланих робіт журнал залучає вчених з: Київського Національного університету імені Тараса Шевченка (Україна), Національного педагогічного університету імені М.П.Драгоманова (Україна), Московського державного університету імені М. В. Ломоносова (Росія), Харківського політехнічного інституту (Україна), Тбіліського державного університету імені Іване Джавахішвілі (Грузія), інститутів Російської академії наук, Національної академії наук України та ін.
Журнал «Філософія і космологія» індексуються в наступних міжнародних базах даних: Web of Science; Ulrich’s Periodicals Directory; Science Index; ResearchBib; Open Academic Journals Index; Google Scholar; Registry of Open Access Repositories (ROAR); the Directory of Open Access Repositories (OpenDOAR); WorldCat; Index Copernicus; Citefactor; Journals Indexing (DRJI); Polish Scholarly Bibliography; EBSCO; ERIH PLUS; DOAJ.

## Напрями діяльності
Пріоритетними для журналу є два напрямки:
1. Наукове і філософське дослідження структури Світобудови та етапів її еволюції; дослідження місця людини в масштабах Землі і космосу.
2. Теоретичне і практичне дослідження організації та здійснення тривалих космічних подорожей.

## Редколегія журналу
1. Базалук Олег Олександрович — доктор філософських наук, професор, вчений-філософ, письменник.
2. Аляєв Геннадій Євгенович — доктор філософських наук, професор, фахівець в області історії російської та сучасної філософії.
3. Свириденко Денис Борисович — доктор філософських наук, доцент, дослідник в галузі соціальної філософії та філософії освіти.
4. Гладишев Георгій Павлович[ru] — доктор хімічних наук, професор фізичної хімії
5. Урсул Аркадій Дмитрович — доктор філософських наук, професор, заслужений діяч науки РФ, почесний працівник вищої професійної освіти, академік Академії наук Молдови, академік Міжнародної академії астронавтики.
6. Джахая Леонід Григорович[ru] — грузинський філософ, фахівець з теорії пізнання, наукознавства та космології; доктор філософських наук, професор.
7. Злоказов Віктор Борисович — доктор фізико -математичних наук, провідний науковий співробітник.
8. Кричевський Сергій Володимирович — доктор філософських наук і кандидат технічних наук, професор.
9. Назаретян Акоп Погосович[ru] –  доктор філософських наук, професор.